# 鮑爾恩湖 (格林海德)
52°27′38″N 13°55′28″E / 52.46056°N 13.92444°E

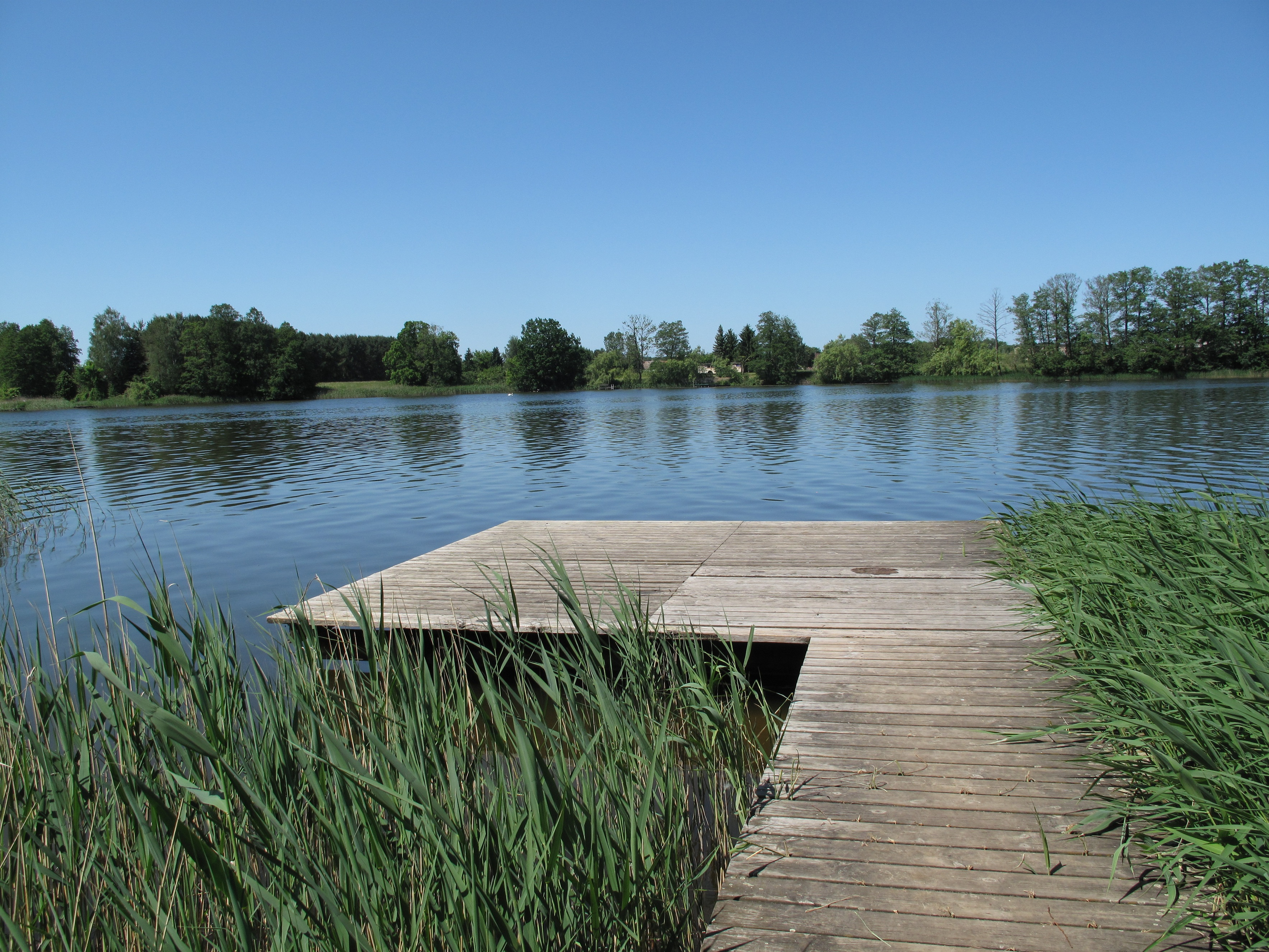

鮑爾恩湖（德語：Bauernsee），是德國的湖泊，位於該國東北部，由勃蘭登堡州負責管轄，處於格林海德，長2.3公里、寬0.8公里，面積0.41平方公里，海拔高度39米，平均水深2.5米，最大水深3.5米。